# 多和和彦
多和 和彦（たわ かずひこ、1905年10月14日 - 没年不詳）は、岡山県の郷土史家。

## 概略
味野生まれ。味野小学校を経て、1923年天城中学校卒業。赤崎・鴻・興除・東疇小（准・代）、岡山盲唖（訓）。この間、文検合格、倉敷市商・琴浦商・琴浦高教諭を歴任、1958年退職。
1968年倉敷市文化賞受賞

## 著書

### 単著
- 『児島産業史の研究』児島市味野「児島の歴史」刊行会、1959
- 『岡山の古戦場』岡山文庫54、日本文教出版、1973

### 共著
- 『備前児島野崎家の研究－ナイカイ塩業株式会社成立史－』谷口澄夫、太田健一、渡辺則文、有元正雄、柴田一と共著、（財）竜王会館、1981